# Halowe Mistrzostwa Świata w Lekkoatletyce 1989 – bieg na 800 m mężczyzn

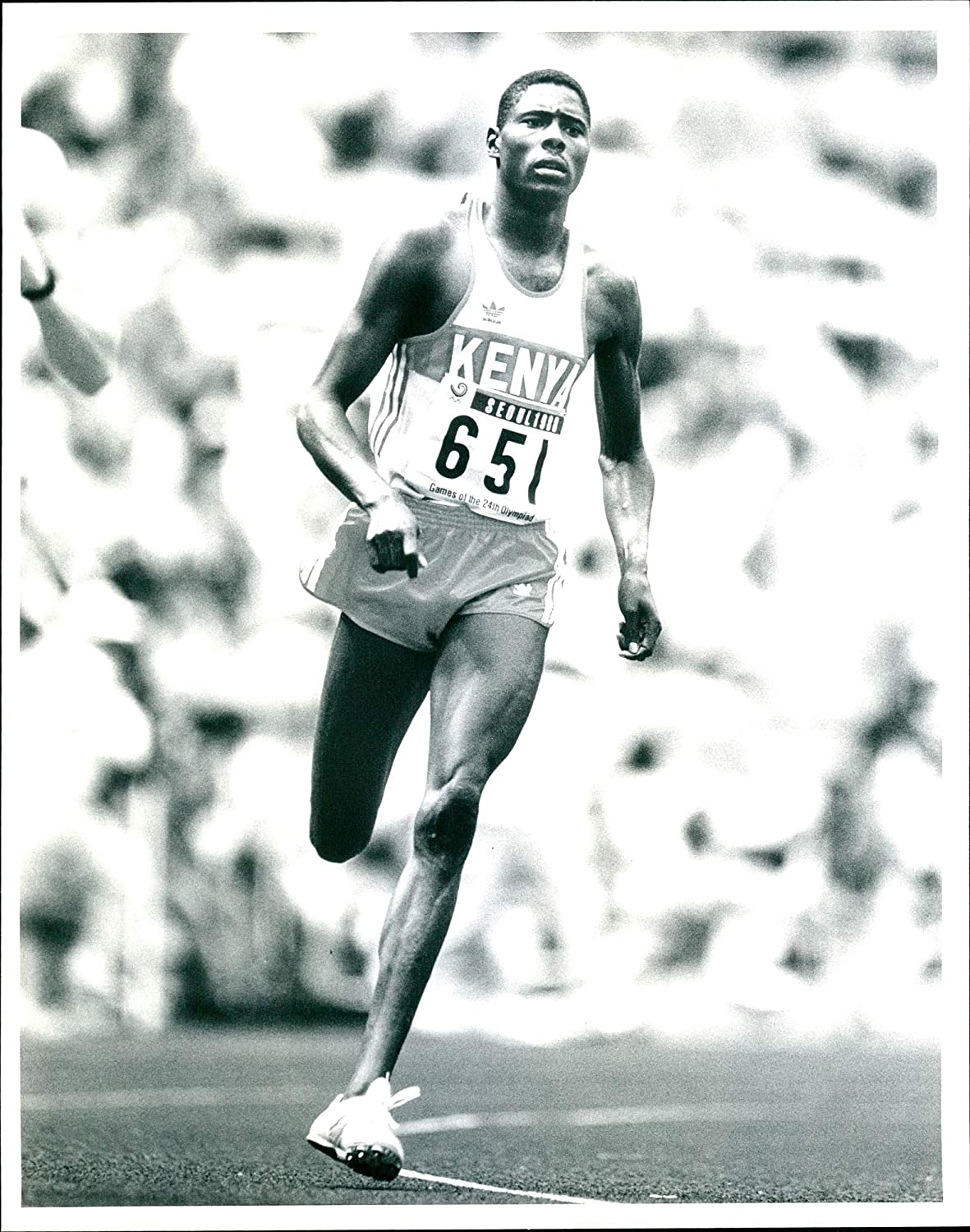
Paul Ereng

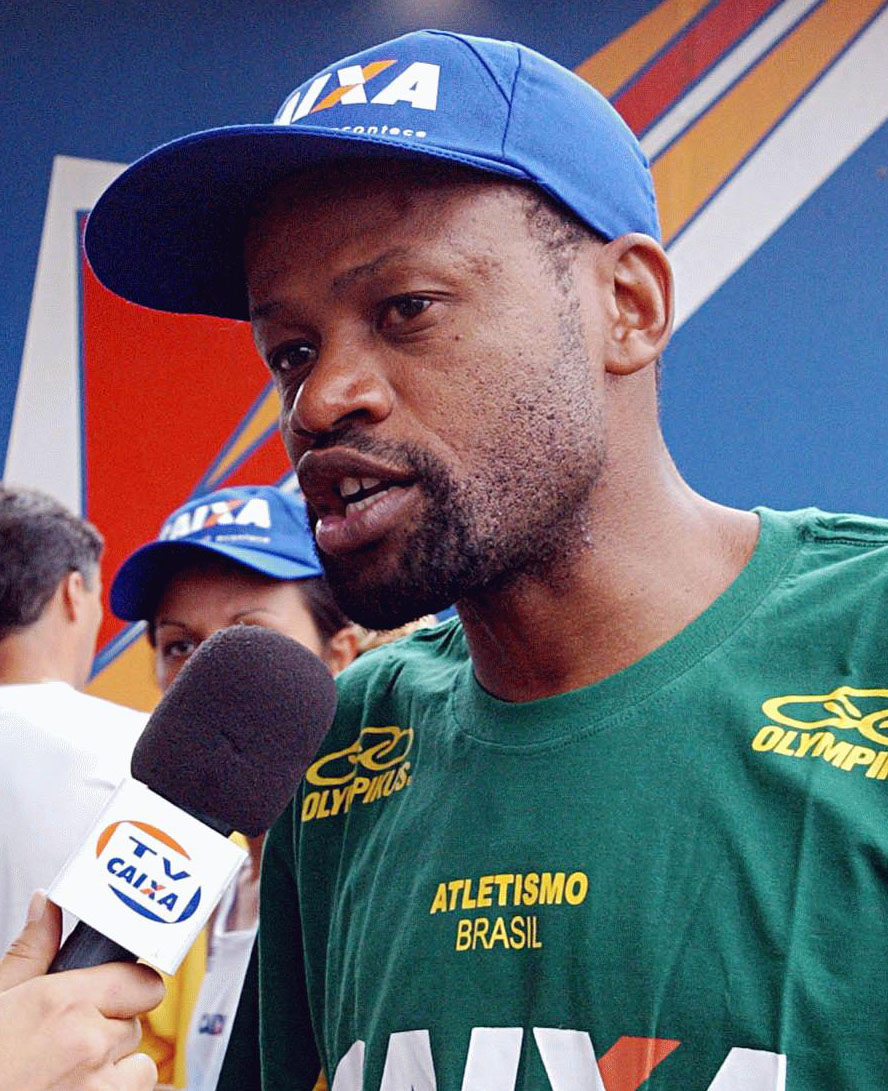
José Luíz Barbosa

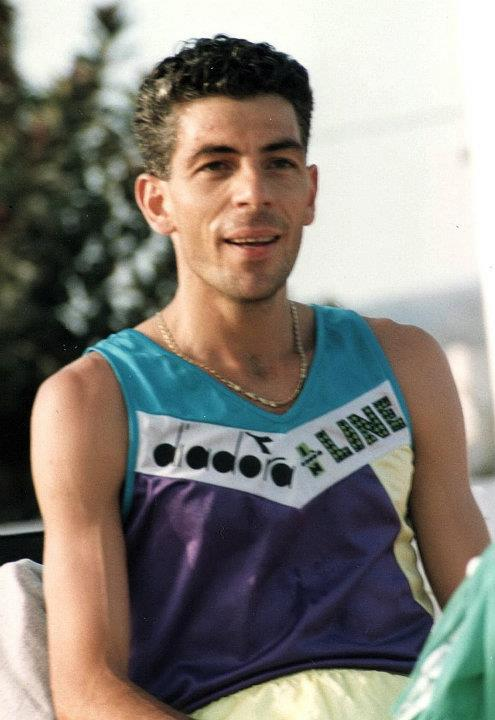
Tonino Viali

Bieg na 800 metrów mężczyzn – jedna z konkurencji biegowych rozgrywanych podczas halowych mistrzostw świata w  hali Sport Csárnok w Budapeszcie. Eliminacje i półfinały zostały rozegrane 3 marca, a  bieg finałowy 4 marca 1989. Zwyciężył reprezentant Kenii Paul Ereng, który w finale ustanowił rekord świata z rezultatem 1:44,84. Tytułu zdobytego dwa lata wcześniej w Indianapolis nie obronił José Luíz Barbosa z Brazylii, który tym razem wywalczył srebrny medal.

## Rezultaty

### Eliminacje
Rozegrano 4 biegi eliminacyjne, do których przystąpiło 22 biegaczy. Awans do półfinałów wywalczyli zwycięzcy biegu eliminacyjnym (Q) oraz ośmiu zawodników z najlepszymi czasami wśród przegranych (q).
Opracowano na podstawie materiału źródłowego.

#### Bieg 1
| Miejsce | Zawodnik          | Czas    | Uwagi |
| ------- | ----------------- | ------- | ----- |
| 1       | José Luíz Barbosa | 1:49,55 | Q     |
| 2       | Joachim Heydgen   | 1:49,70 | q     |
| 3       | Steve Heard       | 1:49,71 | q     |
| 4       | Tomás de Teresa   | 1:50,19 |       |
| –       | Getahun Ayana     | DNF     |       |

#### Bieg 2
| Miejsce | Zawodnik             | Czas    | Uwagi |
| ------- | -------------------- | ------- | ----- |
| 1       | Ikem Billy           | 1:49,49 | Q     |
| 2       | Feranswa Woldemariam | 1:49,74 | [ 2 ] |
| 3       | Markus Trinkler      | 1:49,79 |       |
| 4       | Claude Diomar        | 1:50,20 |       |
| 5       | Belkanem Lardou      | 1:51,49 |       |
| 6       | Boby Gaseisiwe       | 1:53,72 | [ 2 ] |

#### Bieg 3
| Miejsce | Zawodnik        | Czas    | Uwagi |
| ------- | --------------- | ------- | ----- |
| 1       | Paul Ereng      | 1:47,79 | Q     |
| 2       | Rob Druppers    | 1:48,29 | q     |
| 3       | Pablo Squella   | 1:48,77 | q     |
| 4       | Stanley Redwine | 1:49,04 | q     |
| 5       | Simon Hoogewerf | 1:49,98 |       |
| 6       | Luis Migueles   | 1:51,58 |       |

#### Bieg 4
| Miejsce | Zawodnik       | Czas    | Uwagi |
| ------- | -------------- | ------- | ----- |
| 1       | Tonino Viali   | 1:48,45 | Q     |
| 2       | Andriej Sudnik | 1:48,54 | q     |
| 3       | Ray Brown      | 1:48,62 | q     |
| 4       | William Wuycke | 1:48,97 | q     |
| 5       | Hamid Sajjadi  | 1:51,21 | [ 2 ] |

### Półfinały
Rozegrano 2 biegi półfinałowe, w których wystartowało 12 biegaczy. Awans do finału dawało zajęcie jednego z trzech pierwszych miejsc w swoim biegu (Q).
Opracowano na podstawie materiału źródłowego.

#### Bieg 1
| Miejsce | Zawodnik        | Czas    | Uwagi |
| ------- | --------------- | ------- | ----- |
| 1       | Tonino Viali    | 1:49,06 | Q     |
| 2       | Ikem Billy      | 1:49,28 | Q     |
| 3       | Stanley Redwine | 1:49,57 | Q     |
| 4       | Rob Druppers    | 1:49,70 |       |
| 5       | Joachim Heydgen | 1:49,71 |       |
| –       | Pablo Squella   | DNF     |       |

#### Bieg 2
| Miejsce | Zawodnik          | Czas    | Uwagi |
| ------- | ----------------- | ------- | ----- |
| 1       | José Luíz Barbosa | 1:46,79 | Q,    |
| 2       | Paul Ereng        | 1:47,11 | Q,    |
| 3       | Ray Brown         | 1:47,24 | Q     |
| 4       | Andriej Sudnik    | 1:49,01 |       |
| 5       | Steve Heard       | 1:50,75 |       |
| 6       | William Wuycke    | 1:53,52 |       |

### Finał
Opracowano na podstawie materiału źródłowego.
| Miejsce | Zawodnik          | Czas    | Uwagi       |
| ------- | ----------------- | ------- | ----------- |
| 1       | Paul Ereng        | 1:44,84 | [ 6 ] [ 1 ] |
| 2       | José Luíz Barbosa | 1:45,55 | [ 1 ]       |
| 3       | Tonino Viali      | 1:46,95 | [ 1 ]       |
| 4       | Stanley Redwine   | 1:47,54 | [ 1 ]       |
| 5       | Ray Brown         | 1:47,93 |             |
| 6       | Ikem Billy        | 1:48,97 |             |